# Передача президентской власти в США

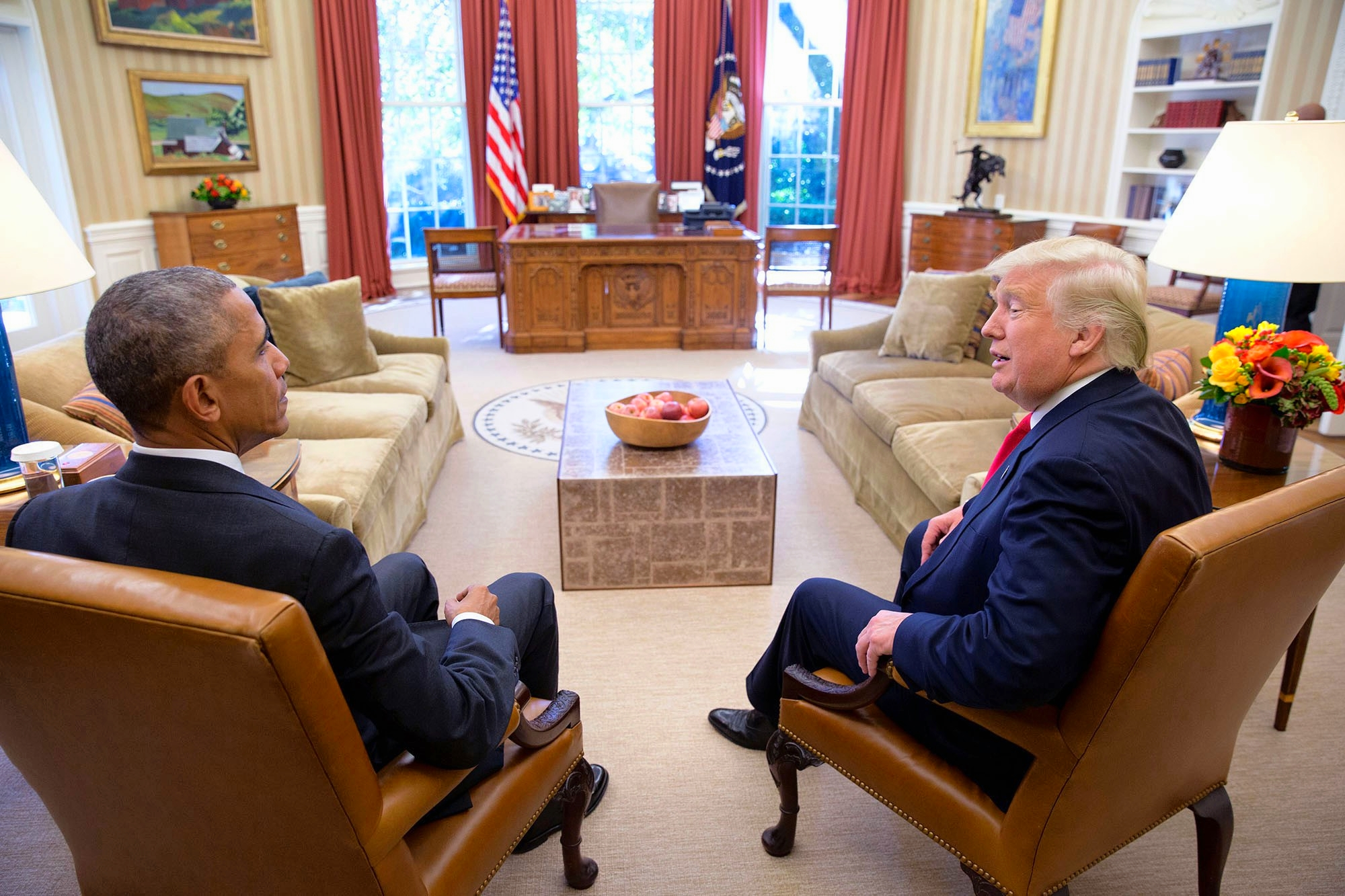
Президенты Барак Обама и Дональд Трамп в Овальном кабинете (10 ноября 2016)

Передача президентской власти в США (англ. United States presidential transition) — процесс, во время которого избранный президент Соединенных Штатов готовится взять на себя управление федеральным правительством от действующего президента. Исполнительным органом переходного периода является Управление общих служб, которое направляет вновь избранному президенту официальное письмо. В нём сообщается о начале переходного периода. Письмо формально опирается на данные Управления Федерального реестра (англ. Responsibilities of the Office of the Federal Register) и Национального архива и документации (НАРА), где хранятся данные с результатами выборов.
Процедура передачи власти начинается в тот момент, когда Управление общих служб (GSA) объявляет «очевидного победителя» выборов, тем самым освобождая средства, выделенные Конгрессом на переходный период, и продолжается до инаугурации, когда избранный президент принимает присягу, после чего полномочия и обязанности президента переходят к новому президенту. Передача власти может также происходить, если действующий президент умирает, уходит в отставку или снимается с должности. Законодательство и организация переходного периода призваны обеспечить мирную передачу государственной власти.

## Законодательство
Процесс передачи власти определяется Законом о смене президента 1963 года и «Законом о переходном периоде между президентскими выборами» 2010 года который, по выражению американской прессы, является «одним из краеугольных камней американской демократии». Согласно существующим федеральным законам и установившейся практике кандидаты в президенты от основных партий получают секретные брифинги в области национальной безопасности сразу после того, как их кандидатура официально оформлена их партией. Они также получают право на услуги и средства, предоставляемые Управлением общих служб, включая служебные помещения, оборудование и оплату определённых расходов. Сразу после президентских выборов публикуется пересмотренное издание списка (т. н. Plum Book), в котором перечислено более 9000 руководителей федеральных служб и других должностей новой администрации. Таким образом, процесс передачи власти начинается задолго до того, как завершится подсчет всех голосов и будут назначены выборщики от Штатов чтобы официально проголосовать за нового президента и вице-президента
Закон о переходном периоде 2010 года требует, чтобы GSA предоставило потенциальным сотрудникам новой администрации офисные помещения, финансирование и доступ к государственным услугам.

## Роль Управления общих служб
Для того, чтобы вновь избранный президент и его команда могли начать процедуру перехода и воспользоваться выделенными на это средствами из Федерального бюджета, руководитель Управления общих служб (GSA) должен направить «подтверждающее письмо» (ascertainment letter), объявляющее претендента «очевидным победителем» на выборах. Это письмо определяет официальное начало передачи власти, без которого администрация победившего кандидата не имеет права тратить выделенные из государственного финансирования средства, нанимать безопасные офисные помещения, покупать оборудование, взаимодействовать с многочисленными ведомствами и службами.

## Процесс
Последовательная практика администраторов GSA позволяла практически сразу после выборов начинать работу с очевидными успешными кандидатами. Исполнявший обязанности администратора GSA Джеймс А. Уильямс предоставил переходной команде избранного президента Обаме установочное письмо через день после выборов. В 2016 году, когда Дональд Трамп стал очевидным кандидатом в президенты, официальное письмо было направлено ему через два дня. На протяжении большей части истории США смена президента осуществлялась без особого предварительного планирования или содействия уходящего президента. По закону избранный президент не обязан приезжать в столицу до инаугурации, и ему не нужно проводить существенные политические или процедурные обсуждения с уходящей администрацией.
Президент Гарри Трумэн дал начало традиции, протянув руку избранному президенту Дуайту Д. Эйзенхауэру после выборов 1952 года, а также пригласив Эйзенхауэра в Белый дом и приказав федеральным агентствам помочь с передачей власти. Восемь лет спустя Джон Кеннеди занимался обширным переходным планированием по вопросам внутренней и внешней политики, но встретился с Эйзенхауэром только 6 января 1961 года, через два месяца после выборов. Организация переходного периода призвана обеспечить мирную передачу государственной власти.
В 2020 году процесс перехода оказался под угрозой, так как Трамп отказался признать Байдена законно избранным президентом. Опасность задержки переходного процесса американская пресса объясняет тем, что она может повлиять на национальную безопасность Америки: «В отчёте комиссии по терактам 11 сентября 2001 г. выяснилось, что сокращение переходного процесса после выборов 2000 г. способствовало неготовности страны к террористическим атакам 11 сентября 2001 г.».
Управление директора национальной разведки (англ. Office of the Director of National Intelligence, ODNI) не проводило брифинги высокого уровня для Байдена после официального объявления о результатах выборов. Он получал определённые сведения, но был лишён «Президентского ежедневного отчёта», содержащего разведывательные данные. В ноябре 2020 года представитель ODNI сказал, что «агентство не будет действовать и поддерживать контакты с какой-либо переходной группой до тех пор, пока администратор GSA не уведомит об этом Управление».
В ответ на письмо от федерального координатора переходного периода Мэри Гиберт от 10 ноября 2020 года комиссар Федеральной избирательной комиссии ответила:

 Одно отличие этих выборов — беспрецедентное в американской истории — заключается в том, что действующий президент до сих пор отказывается признать выборы, которые он, по-видимому, проиграл. Это не имеет отношения к вашему решению. Когда мистер Трамп возражает против результатов выборов, он делает это как один из кандидатов, участвовавших в выборах, а не как глава исполнительной власти страны и не как ваш босс. Его возражения не имеют официального веса, и они не должны отвлекать вас от выполнения вашего долга по закону, поэтому следует немедленно направить письмо с уведомлением избранному президенту Байдену— Эллен Л. Вайнтрауб
В 2016 году, хотя в прессе и появлялись статьи под заголовком «Почему свидетельства об установлении так важны на президентских выборах 2016 года», в которых объяснялось, что для того, чтобы засвидетельствовать установление факта завершения выборов, нужны официальные акты между штатами и Конгрессом, подтверждающие победителя в президентской гонке, решение исполняющего обязанности администратора GSA начать процесс перехода было принято через два дня после выборов, несмотря на то, что выборы также оспаривались Демократической партией США.
10 ноября 2020 года, через две недели после того, как Байден был объявлен победителем на выборах, глава GSA Эмили Мерфи направила официальное письмо о том, что ведомство предоставляет «определенные поствыборные ресурсы и услуги для оказания помощи в случае смены президента». Задержка официального уведомления означала, что команда Байдена была лишена доступа к правительственным данным и не могла связаться с федеральными агентствами, а также не могла расходовать 6,3 миллиона долларов государственного финансирования, выделенного для перехода от одного президентского правления к другому.
Неформальный переход может также происходить без официального разрешения GSA. В 2000 году президент Билл Клинтон утвердил секретные брифинги разведки для Джорджа Буша за две недели до того, как администратор GSA признал Буша победителем. Байден также уже начал общаться с иностранными лидерами — обычно этот процесс официально проходит через Государственный департамент.

### Сноски
1. ↑  Уходящего президента обычно называют «хромой уткой» (англ. Lame Duck).